# Machadobelbidae
Machadobelbidae zijn  een familie van mijten. Bij de familie is één geslacht met 14 soorten ingedeeld.